# Rensis Likert
Rensis Likert (Cheyenne, 5 agosto 1903 – Ann Arbor, 3 settembre 1981) è stato uno psicologo statunitense, inventore della scala Likert.

## Biografia
Nel 1926 Likert ha conseguito la laurea in economia e sociologia presso l'Università del Michigan e nel 1932 ha conseguito un dottorato di ricerca in psicologia dalla Columbia University. Ha continuato a lavorare per il Dipartimento dell'Agricoltura degli Stati Uniti fino al 1946, quando è stato influenzato dalla Seconda Guerra Mondiale a lavorare per l'Office of War Information. Con l'OWI, è stato nominato capo della Divisione Morale per il bombardamento strategico degli Stati Uniti (USSBS) nel 1944.
Dopo il pensionamento all'età di 67 anni, ha fondato Rensis Likert Associates, un'istituzione che ha basato le loro idee sulle sue teorie di gestione in psicologia del lavoro e delle organizzazioni. Ha scritto numerosi saggi su argomenti di gestione, conflitti e applicazioni della ricerca comportamentale. Alcune delle sue opere includono New Ways of Managing Conflict (1976) e Human Organization: Its Management and Value (1967). I contributi di Likert nella gestione aziendale hanno aiutato i manager a organizzare i propri subordinati in modo più efficace. Inoltre, Likert ha fondato la teoria della gestione partecipativa, che è stata utilizzata per coinvolgere i dipendenti sul posto di lavoro e, in definitiva, consentire loro di godere maggiormente del proprio lavoro. I contributi di Likert in psicometria, campioni di ricerca e altro (incluso l'intervista a tempo indeterminato) hanno portato alla formazione della psicologia sociale e organizzativa.